# Lotolot
Lotolot – miasto w Sudanie Południowym w stanie Wschodnie Lakes. Liczy 3 903 mieszkańców. Ośrodek przemysłowy.